# Diaphone barnsi
Diaphone barnsi là một loài bướm đêm trong họ Noctuidae.